# Партия трудящихся (Франция)
Па́ртия трудя́щихся (фр. Parti des Travailleurs, PT) — французская крайне левая партия, действовавшая в 1991—2008 годах. В 2008 году преобразовалась в Независимую рабочую партию.
Состояла из четырёх течений, основное из которых — троцкистское (ламбертистское). Однако, в отличие от «Рабочей борьбы» и Революционной коммунистической лиги, не ассоциировала себя полностью с троцкизмом. Тесно сотрудничала с одним из крупных французских профсоюзов «Рабочая сила». Национальным секретарём партии являлся Даниэль Глюкштейн.

## История
Партия трудящихся была организована в 1991 году на основе «Движения за рабочую партию» (1986—1991). Основу организации составляет течение коммунистов-интернационалистов, лидером которого долгие годы являлся Пьер Ламбер. Партия участвовала в европейских выборах 12 июня 1994, на которых под руководством Глюкштейна получила 0,44 % голосов. В 1997 году вместе с некоторыми членами Французской коммунистической партии был основан «Национальный комитет за отмену Маастрихтского соглашения».
В 2002 году Даниэль Глюкштейн был кандидатом от партии на президентских выборах, на которых получил 0,47 % голосов. В 2005 году на референдуме по Европейской конституции партия выступала против её ратификации. В 2007 году Жерар Шиварди был кандидатом на президентских выборах, где получил 0,37 % голосов.
В ноябре 2007 года Даниэль Шлюкштейн и Жерар Шиварди делают заявления о необходимости формирования независимой рабочей партии. 13—15 июня 2008 года в Париже состоялся учредительный конгресс Независимой рабочей партии.

## Политическая позиция
Основная хартия партии требует признания 4 основных принципов:
1. Признание наличия классовой борьбы.
2. Светские школа и государство.
3. Взаимная независимость партий и профсоюзов
4. Отмена антидемократических институтов Пятой республики

В партии существует 4 течения, которые, однако, не требуют от членов чёткого членства в одном из них:
1. основное течение — коммунистов-интернационалистов (троцкисты);
2. социалистическое течение;
3. коммунистическое течение;
4. течение анархо-синдикалистов.